# Relaciones Brunéi-Estados Unidos
Las relaciones Brunei-Estados Unidos son las relaciones diplomáticas entre Estados Unidos y Brunéi. Las relaciones entre Brunéi y Estados Unidos datan del siglo XIX. El 6 de abril de 1845, el USS Constitution visitó Brunéi. Los dos países concluyeron un Tratado de Paz, Amistad, Comercio y Navegación en 1850, que sigue vigente hoy. Los Estados Unidos mantuvieron un consulado en Brunéi desde 1865 hasta 1867.

## Visitas diplomáticas
En 2013, el Presidente Barack Obama debía visitar Brunéi para la Cumbre de la ASEAN, sin embargo, debido al cierre del gobierno federal de los Estados Unidos en 2013, el Secretario de Estado de los Estados Unidos John Kerry reemplazó a Obama.
Unos meses más tarde, el sultán de Brunéi realizó una visita de Estado a los Estados Unidos y se reunió con Obama.

## Historia
Los Estados Unidos dieron la bienvenida a la independencia total de Brunéi Darussalam del Reino Unido el 1 de enero de 1984 y abrieron una embajada en Bandar Seri Begawan en esa fecha. Brunéi abrió su embajada en Washington D. C. en marzo de 1984. Las Fuerzas Armadas Reales de Brunéi participan en ejercicios conjuntos, programas de entrenamiento y otras cooperaciones militares con los Estados Unidos. El 29 de noviembre de 1994 se firmó un memorando de entendimiento sobre cooperación en defensa. El Sultán de Brunéi visitó Washington en diciembre de 2002.

## Funcionarios principales de la Embajada de los Estados Unidos
- Embajador: Craig B. Allen
- Jefe adjunto de la Misión: Mark S. Dieker
- Jefe político / económico / consular: Fausto DeGuzman
- Oficial de Asuntos Públicos: Edward Findlay
- Oficial de Gestión: Shiraz Wahaj

## Misiones diplomáticas
La embajada de EE. UU. se encuentra en Bandar Seri Begawan. Brunéi tiene una embajada en  Washington D. C.